# 疯狂甜心
《瘋狂甜心》是美國歌手艾娃·馬克斯的一首歌曲，於2018年8月17日通過大西洋唱片公司發行。 這是她即將發行的首張錄音室專輯的主打單曲。它由主唱麥絲與麦迪逊·乐芙和Cirkut共同編寫。Cirkut亦擔任製作人。發布後，本曲迅速出現在各種 Spotify 播放清單和流行音樂榜單中，隨後在包括德國和英國在內的22個國家中排名第一，並保持長達四週。本曲也進入加拿大，希臘，葡萄牙和西班牙的前二十名。 這也是 Max 首個在美國排名入前十的歌曲。

## 背景
在音樂網站 Idolator 的訪問中，Max 如是解釋本曲的靈感來源：
我個人認為，我有多面自我。我認為每個人都是這樣；（這首歌曲）基本上是講述一個女孩。她不害怕展現她的所有方面、甚至她自相矛盾的個性，還有一個喜歡她全身心的男人。這個女孩在這段感情中被深刻地誤解了；如果她毫無遮掩地展露自己的真實感情，就會被人說是瘋了、精神病。我在現實中就是這樣。

## 媒體評價
《告示牌》雜誌的 Jon Ali 將《Sweet but Psycho》形容為「一聽就令人上癮」的流行小品。

## 音樂錄影帶
《Sweet but Psycho》的音樂錄影帶由孟加拉裔美國電影製片人 Shomi Patwary 執導，並由模特 Prasad Romijn 擔任男主角。該影片於2018年8月27日發布。影片開始時，一個男人親吻另一個女孩，而 Ava 在一旁秘密觀看。第二天，Ava 邀請這位男人共進晚餐，然後往他的照片上投擲飛鏢。在餐桌上，Ava 把那男人毒暈，然後開始用各種武器恐嚇和折磨他。當他奔向衣櫃裡躲藏時，另一個男人的屍體掉了下來。結尾顯示 Ava 將場面付之一炬。

## 榜單表現
在商業方面，《Sweet but Psycho》取得了巨大成功。其最初亮相時雖然名次較低，最終仍然在大多數國家中排名前十。在英國，本曲在單曲榜上排名第一，並保持了四週。
在美國，《Sweet but Psycho》在2018年12月29日的 Billboard Hot 100 榜單上亮相，排名87。本曲排名隨後慢慢升高，並在第23周達到 Hot 100 的前十名，排在第10位，連續維持了三週。
在加拿大，這首歌在加拿大熱曲100榜上達到了第11位。